# 中国国家曲棍球队
中国国家曲棍球队，为中华人民共和国曲棍球比赛的国家代表队。2008年6月30日的世界排名中，居第17位。
中国曲棍球队球员多半来自内蒙古，该地区有传统的体育项目—朴列，亦称作达斡尔族传统曲棍球，非常类似曲棍球。

## 成绩

### 夏季奥运会
- 2008年夏季奥运会; 第11名

### 2018年世界盃男子曲棍球賽
- 2018年世界盃男子曲棍球賽; 第10名

| 2018年11月30日 19:00       |      |                          |                                                 |
| 英格兰                     | 2–2  | 中國                     | 裁判: Eric Koh（MAS） Gregory Uyttenhove（BEL） |
| Gleghorne 14' · Ansell 48' | 报告 | 郭小平 5' · 杜塔拉克 59' | 裁判: Eric Koh（MAS） Gregory Uyttenhove（BEL） |

| 2018年12月4日 19:00 |      |          |                                               |
| 愛爾蘭              | 1–1  | 中國     | 裁判: Simon Taylor（NZL） Javed Shaikh（IND） |
| Sothern 44'         | 报告 | 郭金 43' | 裁判: Simon Taylor（NZL） Javed Shaikh（IND） |

| 2018年12月7日 17:00 |      |      |                                                |
| | 11–0 | 中國 | 裁判: Diego Barbas（ARG） Lim Hong Zhen（SGP） |
| 布莱克·戈弗斯 10', 19', 34' · 阿兰·扎莱夫斯基 15' · 汤姆·克雷格 16' · 杰里米·海沃德 22' · 雅各布·惠顿 29' · 蒂姆·布兰德 33', 55' · 迪伦·沃瑟斯庞 39' · 弗林·奥格尔维 49' | 报告 |      | 裁判: Diego Barbas（ARG） Lim Hong Zhen（SGP） |

| 2018年12月10日 19:00 |        |      |                                                 |
| 法國                 | 1–0    | 中國 | 裁判: Martin Madden (SCO) Jonas van't Hek (NED) |
| Clément 36'          | Report |      | 裁判: Martin Madden (SCO) Jonas van't Hek (NED) |